# Відкритий чемпіонат Японії з тенісу 1998
Відкритий чемпіонат Японії з тенісу 1998 — тенісний турнір, що проходив на відкритих кортах з твердим покриттям Ariake Coliseum у Токіо (Японія). Належав до категорії International Series Gold в рамках Туру ATP 1998 і 3-ї категорії в рамках Туру WTA 1998. Тривав з 13 до 19 квітня 1998 року. Андрей Павел і Ай Суґіяма здобули титул в одиночному розряді.

## Фінальна частина

### Одиночний розряд, чоловіки
Андрей Павел —  Байрон Блек, 6–3, 6–4.
- Для Павела це був 1-й титул за рік і 1-й — за кар'єру.

### Одиночний розряд, жінки
Ай Суґіяма —  Коріна Мораріу, 6–3, 6–3.
- Для Суґіями це був 3-й титул за сезон і 7-й — за кар'єру.

### Men's Doubles
Себастьян Ларо /  Деніел Нестор —  Олів'є Делетр /  Стефано Пескосолідо, 6–3, 6–4.
- Для Ларо це був 1-й титул за рік і 6-й — за кар'єру. Для Нестора це був 1-й титул за рік і 9-й — за кар'єру.

### Парний розряд, жінки
Наоко Кадзімута /  Міягі Нана —  Емі Фрейзер /  Хіракі Ріка, 6–3, 4–6, 6–4.
- Для Кідзімути це був єдиний титул за сезон і 5-й — за кар'єру. Для Міяґі це був 2-й титул за сезон і 9-й — за кар'єру.